# Ergocalciferol
Ergocalciferol of vitamine D2 is een synthetisch secosteroïde. Het wordt gesynthetiseerd uit viosterol, hetgeen zelf onder invloed van ultraviolet licht ontstaat uit ergosterol. De zuivere stof komt voor als een toxische witte vaste stof, die oplosbaar is in warm water en aceton.
De stof is opgenomen in de lijst van essentiële geneesmiddelen van de WHO.

## Biologische rol
Ergocalciferol wordt vaak voorgeschreven als behandeling tegen vitamine D-deficiëntie. Net als cholecalciferol (vitamine D3), de natuurlijke vorm van vitamine D (die in onze huid gevormd wordt onder invloed van zonlicht), wordt het in het menselijk lichaam omgezet in het hormoon calcitriol, dat onder meer het calciummetabolisme in het lichaam reguleert. De omzetting van ergocalciferol is echter minder efficiënt dan deze van cholecalciferol.